# 吉田真由美
吉田 真由美（よしだ まゆみ、1976年3月8日 - ）は、大阪府出身の女性プロボウラー。JPBA第31期生、ライセンスNo.320。永久A級ライセンス保持者。用品契約はアメリカンボウリングサービス。コロナキャットボウル金沢店所属。1998年プロデビュー。身長150cm、体重48kg。血液型O型。右投げ。京都産業大学卒業。既婚。キャッチフレーズは「小さな巨人」。

## 来歴
幼稚園の頃にボウリングを始め、高校の時に2度国体に出場。京都産業大学に入学後は、20歳の時に全日本選抜ボウリング選手権大会に優勝、全日本ナショナルチームに選ばれるなど輝かしい実績を残す。
大学卒業後の1998年にプロテストを受験し、アベレージ209.39（この記録は2010年に岸田有加と片井文乃に破られるまで最高記録）というハイアベレージで合格しプロ入り、1年目からいきなりポイントランキング10位に入り頭角を現す。その後も常にランキング上位をキープし、結婚した2003年にはついにランキング1位となる。その後、2007年に出産のため戦列を離れるが、2008年の後半に復帰、後半だけでランキング13位に入り健在をアピールした。2009年にランキングを5位に上げると、2010年は未勝利ながら常にトーナメントの上位に入り、最終戦を待たずに7年振りのポイントランキング1位が確定した。
BS日テレで放送されている『ボウリング革命 P★League』（以下Pリーグ）には「ボウリング・アーティスト」のキャッチフレーズで第1戦から参戦し、2013年現在も出場している。記念すべき第1戦のチャンピオンである。Pリーグは通算5勝。第43戦から導入されたシーズン制の初代シーズン女王にも輝いている。
日本プロボウリング協会による公式ニュース「NEWS&TOPICS」では「小さな巨人」と言うキャッチフレーズが付いている。
2024年からはコロナワールドと所属契約を結びコロナキャットボウル金沢店所属となる。

## 優勝した大会
- 2001年：第17回六甲クィーンズオープントーナメント、第25回ジャパンオープン
- 2002年：第37回報知オールスター
- 2003年：第19回六甲クィーンズオープントーナメント
- 2006年：JLBCプリンスカップ
- 2007年：DHCレディースオープンボウリングツアー2006/2007第3戦
- 2011年：第6回MKチャリティカップ、東海女子オープン
- 2013年：第35回関西女子オープン、第29回六甲クィーンズオープントーナメント[3]
- 2014年：第9回MKチャリティカップ

※通算11勝

## Pリーグでの優勝成績
- 第1戦 優勝
- 第25戦 優勝
- 第34戦 優勝
- 第44戦 優勝
- 第45戦 優勝（自身初のPリーグ連覇:Pリーグ連覇は松永裕美に次いで2人目）
- 第1シーズンチャンピオン決定戦 優勝
- 第6シーズンチャンピオン決定戦 優勝

- 通算5勝、シーズンチャンピオン2回

## テレビ出演
- ボウリング革命 P★League（BS日テレ）
- GET SPORTS「プロボウラー吉田真由美 150cmの新星」（テレビ朝日、2003年8月31日）